# Aintree Racecourse

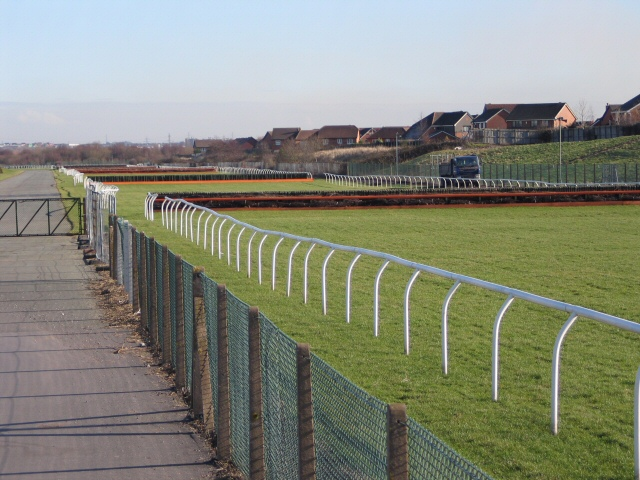
La pista

L'Aintree Racecourse è un ippodromo situato a Aintree, Merseyside, Regno Unito. È noto per essere l'impianto in cui ogni anno si disputa la steeplechase Grand National.
In passato l'impianto ha anche ospitato gare di sport motoristici, come varie edizioni del Gran Premio di Gran Bretagna di Formula 1, ed è stato usato come sede di concerti.